# Heinz Auerswald
Heinz Auerswald (ur. 26 lipca 1908 w Berlinie, zm. 5 grudnia 1970 w Düsseldorfie) – niemiecki prawnik, członek NSDAP i SS, komisarz do spraw dzielnicy żydowskiej w Warszawie.

## Życiorys

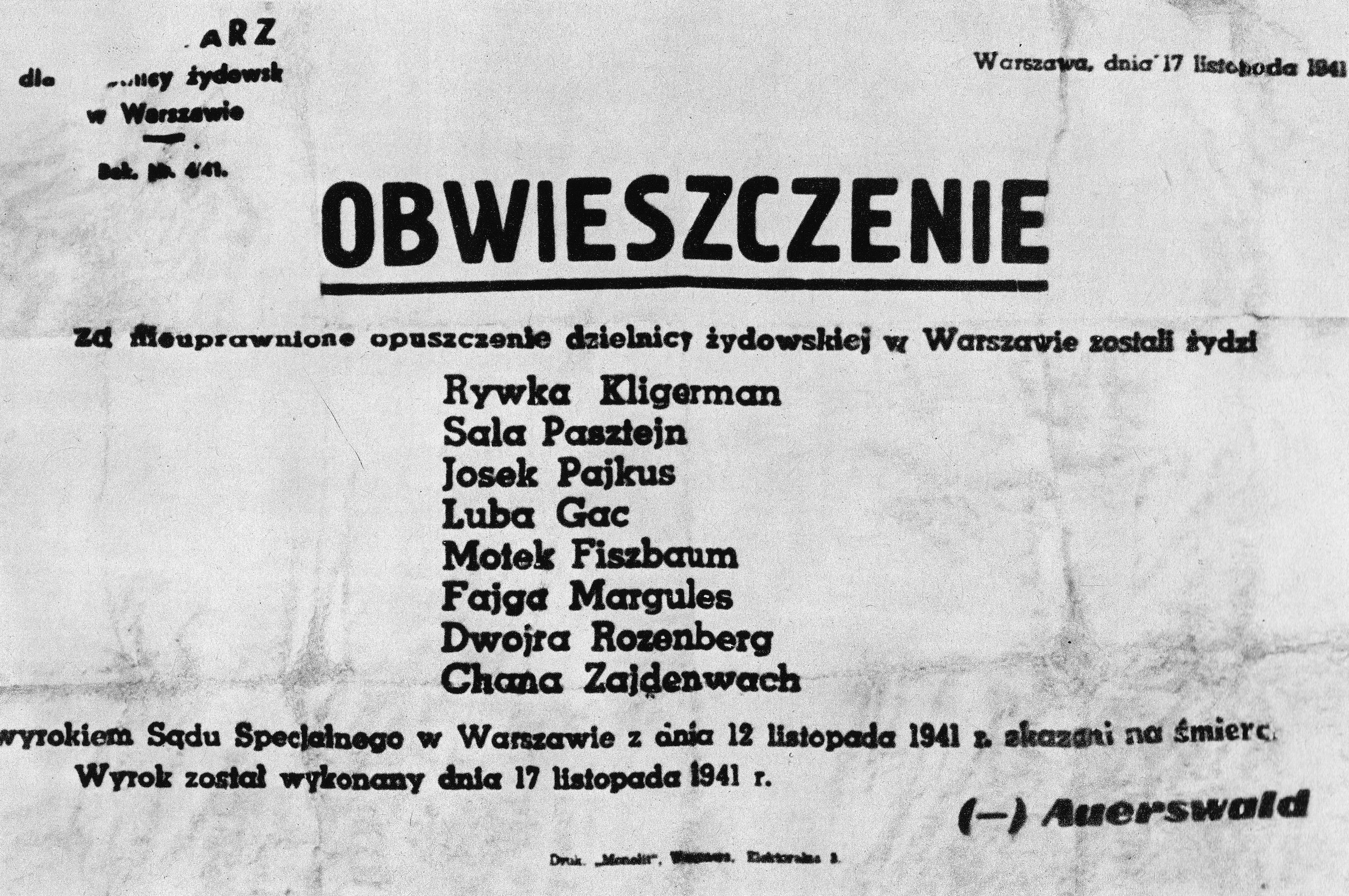
Obwieszczenie Heinza Auerswalda z 17 listopada 1941 o wykonaniu wyroku śmierci na ośmiu Żydach za „nieuprawnione opuszczenie dzielnicy żydowskiej”.

Był prawnikiem, pracował jako adwokat w Bremie. Wstąpił do SS w 1933, a do NSDAP pod koniec lat 30. 
Służył w policji porządkowej (Schutzpolizei) i jesienią 1939 został wraz ze swoim batalionem wysłany do okupowanej Warszawy. Wszedł w skład administracji cywilnej, początkowo zajmując się sprawami Volksdeutschów (etnicznych Niemców zamieszkujących Polskę), a następnie ludności żydowskiej w Warszawie. W maju 1941 objął stanowisko komisarza do spraw dzielnicy żydowskiej (Kommissar für den jüdischen Wohnbezirk), czyli warszawskiego getta.
Podejmował działania na rzecz zwiększania produkcji w getcie, jednocześnie zwalczał przemyt oraz przechodzenie Żydów na stronę aryjską. Po wydaniu w 1941 wyroku śmierci na 8 Żydach (w tym 6 kobietach) za opuszczenie dzielnicy zamkniętej, domagał się, aby został on wykonany przez policję żydowską. Kiedy ta odmówiła, wyrok wykonała policja granatowa.
Formalnie pełnił swoją funkcję do początku 1943, a w rzeczywistości do 22 lipca 1942, tj. dnia rozpoczęcia wielkiej akcji deportacyjnej do obozu zagłady w Treblince. W listopadzie 1942 został administratorem powiatu (Kreishauptmann) Ostrów Wielkopolski. W styczniu 1943 został powołany do służby w niemieckiej armii.
Nie został osądzony po zakończeniu wojny.